# HK SL8
Heckler & Koch SL8 — спортивная винтовка производства немецкого концерна Heckler & Koch. Является гражданской версией автомата HK G36 под патрон калибра .223 Remington..

## История
В 1998 году новая спортивно-охотничья винтовка SL-8 была представлена на суд публики. И в этом же году был начат её серийный выпуск. Основными направлениями применения данной винтовки стали защита жилища, спортивная стрельба, а также охота на дичь. Винтовку HK SL-8, как и все оружие, произведенное на заводах компании Хеклер-Кох, отличают высокое качество и надежность и, как следствие, высокая стоимость.

## Конструктивные особенности
Самозарядная винтовка HK SL-8 использует газоотводную автоматику с расположенным над стволом газовым поршнем с коротким ходом и автоматической регулировкой газоотвода. Запирание ствола осуществляется поворотным затвором, имеющим 7 боевых упоров. Рукоятка затвора складная, расположена над ствольной коробкой и может поворачиваться на любую сторону. Ствольная коробка и ложа выполнены из ударопрочного пластика,  и имеют модульную конструкцию со сменным приемником магазинов. Для продажи в странах, где введены ограничения на емкость магазинов гражданского оружия, винтовки HK SL-8 комплектуются приемником под специальные магазины емкостью 10 патронов. Для продажи в странах, где таких ограничений не существует, винтовка может комплектоваться приемниками под 30-зарядные пластиковые магазины от штурмовой винтовки HK G36 или под магазины от M16 / Ar-15.

## Варианты
- SL8
- SL8-1
- SL8-2
- SL8-4